# Giotto Ciardi
Giotto Ciardi (Lari, 25 novembre 1921 – Pisa, 22 novembre 1995) è stato un carabiniere italiano che si è particolarmente distinto nella Resistenza e nella Guerra di liberazione italiana, guadagnandosi una Medaglia d'oro al valor militare, una Medaglia d'oro della Liberazione jugoslava ed una Medaglia di bronzo degli Stati Uniti d'America.

## Biografia
Dopo aver servito in Artiglieria (assistendo al bombardamento inglese di Genova del 1941), Ciardi passò nei Carabinieri. L'8 settembre 1943 era effettivo della 650ª Sezione Carabinieri mobilitata presso l'Aeronautica dell'idroscalo di Divulj (Dalmazia). Avuta notizia dell'armistizio si attivò ottenendo dall'Esercito Popolare di Liberazione della Jugoslavia i mezzi necessari per trasferire i militari italiani in Puglia, già abbandonata dai tedeschi e sotto il controllo del governo provvisorio, evitando loro probabilmente la sorte della 33ª Divisione fanteria "Acqui".
Quando il 13 ottobre l'Italia dichiarò guerra alla Germania, Ciardi aveva già iniziato la sua lotta contro i Nazisti sempre in Jugoslavia: aveva già abbattuto un loro aereo mentre era imbarcato su un battello ma a dicembre rimase gravemente ferito in uno scontro a fuoco. Soccorso dai partigiani, fu trasferito in un ospedale di Taranto a bordo di una nave statunitense.
Nonostante una menomazione fisica, ad aprile risaliva l'Italia per congiungersi ai partigiani del Gruppo Patrioti Apuani attiva nella zona di Carrara in collegamento con la 5ª Armata statunitense.
Dopo pochi giorni, il 14 aprile attaccò da solo un bunker tedesco neutralizzandone gli occupanti lanciando un grappolo di bombe a mano attraverso una feritoia. Preso posizione dietro le armi, respinse fino a sera i contrattacchi tedeschi. Quando cercò di filtrare per riguadagnare un rifugio sicuro, fu catturato dai tedeschi del generale Karl Wolff che lo torturarono per estorcere informazioni sulla resistenza. Ciardi non tradì e dopo due settimane fu liberato da un'azione portata da altri partigiani che lo ricoverarono in un ospedale di Lucca. Per le sue azioni gli sono state concesse varie onorificenze tra cui una medaglia d'oro al valor militare, una medaglia di bronzo degli USA, una medaglia d'argento della Germania e fu nominato Commendatore dell'Ordine al Merito della Repubblica.
Al Carabiniere Giotto Ciardi sono intitolate  le caserme sedi della Stazione di Livorno-Montenero e di Lari (PI). 
Si spegnerà a Livorno nel 1995 col grado di capitano e a lui sarà intitolata la Stazione di Livorno-Lari.